# 28801 Maryanderson
28801 Maryanderson è un asteroide della fascia principale. Scoperto nel 2000, presenta un'orbita caratterizzata da un semiasse maggiore pari a 2,3431194 UA e da un'eccentricità di 0,1219594, inclinata di 4,54798° rispetto all'eclittica.